# Patricia López Lucio
Patricia López Lucio és una periodista espanyola, especialitzada en investigació. Ha col·laborat amb mitjans com Tiempo o Interviú, així com al setmanari de successos Así son las cosas i a la publicació La Clave. Des del 2018 treballa al diari Público.
Inicià la seva carrera periodística com a redactora a Mujerdehoy l'any 2000. A més, del 1997 al 2006 era col·laboradora de la revista Tiempo i redactora de la web d'aquest mitjà. Des del 2002 al 2006 passà a ser redactora de la revista de successos Así son las cosas, i després seria Cap d'investigació al diari Negocio & Estilo de Vida. El 2011 fou community manager de l'ONG de Movimiento contra la Intolerancia, i ajudant de direcció al programa Expediente Abierto de la cadena de televisió Antena 3. L'any 2012 passà a ser freelance i per lliure es dedicà al periodisme especialitzat en investigació i successos a Madrid. Del 2012 al 2013 treballà de redactora a Te vas a enterar, un programa de Producciones Mandarina per a la cadena de televisió Cuatro.
Del 2014 al 2022 fou periodista d'investigació al Diario Público, i a més col·laborà amb el programa Tras la pista a Telemadrid del 2017 al 2020. Actualment, des de l'abril de 2022 és directora del projecte Grupo Crónica Libre a Madrid. Aquest nou projecte de mitjà de comunicació anomenat Grupo Crónica Libre, fou fundat amb l'objectiu de ser l'únic en el qual totes les accionistes són dones. Estaria presidit per l'escriptora Rosa Villacastín, la directora seria la periodista Patricia López, i la periodista Ana Romero seria la redactora especialitzada en Casa Reial i Política internacional, a més de ser ella també accionista i suport a tota la redacció.
Patricia López ha publicat diversos llibres. És coneguda per haver dut gran part de la investigació que es va publicar al documental Las Cloacas de Interior, realitzat en col·laboració amb Carlos Enrique Bayo. El documental tracta de la trama del Ministeri d'Interior per subministrar als mitjans informes apòcrifs per acusar rivals polítics de delictes de corrupció. Per aquest documental va rebre diverses querelles, acusada de revelació de secrets, que finalment es van arxivar. El 2017 va rebre el Premi de la Dignitat 2017. També col·labora amb programes com Preguntes Freqüents, de Televisió de Catalunya.

## Publicacions
- Garrido Genovés, Vicente. El rastro del asesino : el perfil psicológico de los criminales en la investigación policial. Primeraición.  Barcelona: Ariel, 2010, p. 352. ISBN 978-84-344-6940-2.[8]
- Garrido Genovés, Vicente. El secreto de Bretón : el caso que ha conmocionado a España y a la criminología. 1a.ición.  Barcelona: Editorial Ariel, 2013, p. 256. ISBN 978-84-344-0640-7.
- Garrido Genovés, Vicente. Crímenes sin resolver : los casos que tiene en jaque a la justicia española. 1a.  Barcelona: Ariel, 2014, p. 328. ISBN 978-84-344-1779-3.